# Mukaab
Mukaab (arabsky "kostka") je architektonický projekt mrakodrapu ve tvaru krychle o hraně 400 metrů v Rijádu v Saúdské Arábii. 
Mukaab má být jednou z největších – ale nikoli nejvyšších – staveb světa. Do gigantické budovy by se vešlo až 20 budov o velikosti newyorského Empire State Building.
Projekt byl zahájen v únoru 2023.

## Vývoj projektu
Tento stavební projekt oznámil vládce království korunní princ Muhammad bin Salmán 16. února 2023. Jeho vzhled se stal předmětem určité kritiky pro svou podobnost se svatyní Ka'ba v mešitě Al-Masdžid al-Harám v Mekce. Na rozdíl od svatyně – místa modliteb – se má Mukaab stát centrem zábavy a nákupů. Podle některých kritiků je tak urážkou svatyně Kaaba a symbolem modlářství.
V interiéru mají probíhat obrovské holografické projekce, díky kterým se mají diváci cítit, jako by se nacházeli v různých realitách, časech a místech. Součástí interiéru bude také spirálová věž s vyhlídkovými plošinami a restauracemi i nákupní centra.
Mukaab má být středobodem obří nové čtvrti v Rijádu nazvané Nová Murabba. Čtvrť se má rozprostírat na ploše 19 kilometrů čtverečních, hotová by měla být do roku 2030. Kromě Mukaabu má být její součástí přes 100 tisíc bytů, komerční prostory o rozloze téměř jednoho milionu čtverečních metrů a kulturní zázemí.
Projekt má vybudovat společnost New Murabba Development Company, jejímž prezidentem je korunní princ Muhammad bin Salmán. Financuje ho Public Investment Fund.
Design budovy je inspirován moderním architektonickým stylem Najdi. Plán výstavby je součástí projektu Saudi Vision 2030.